# 비상사태 (인도)

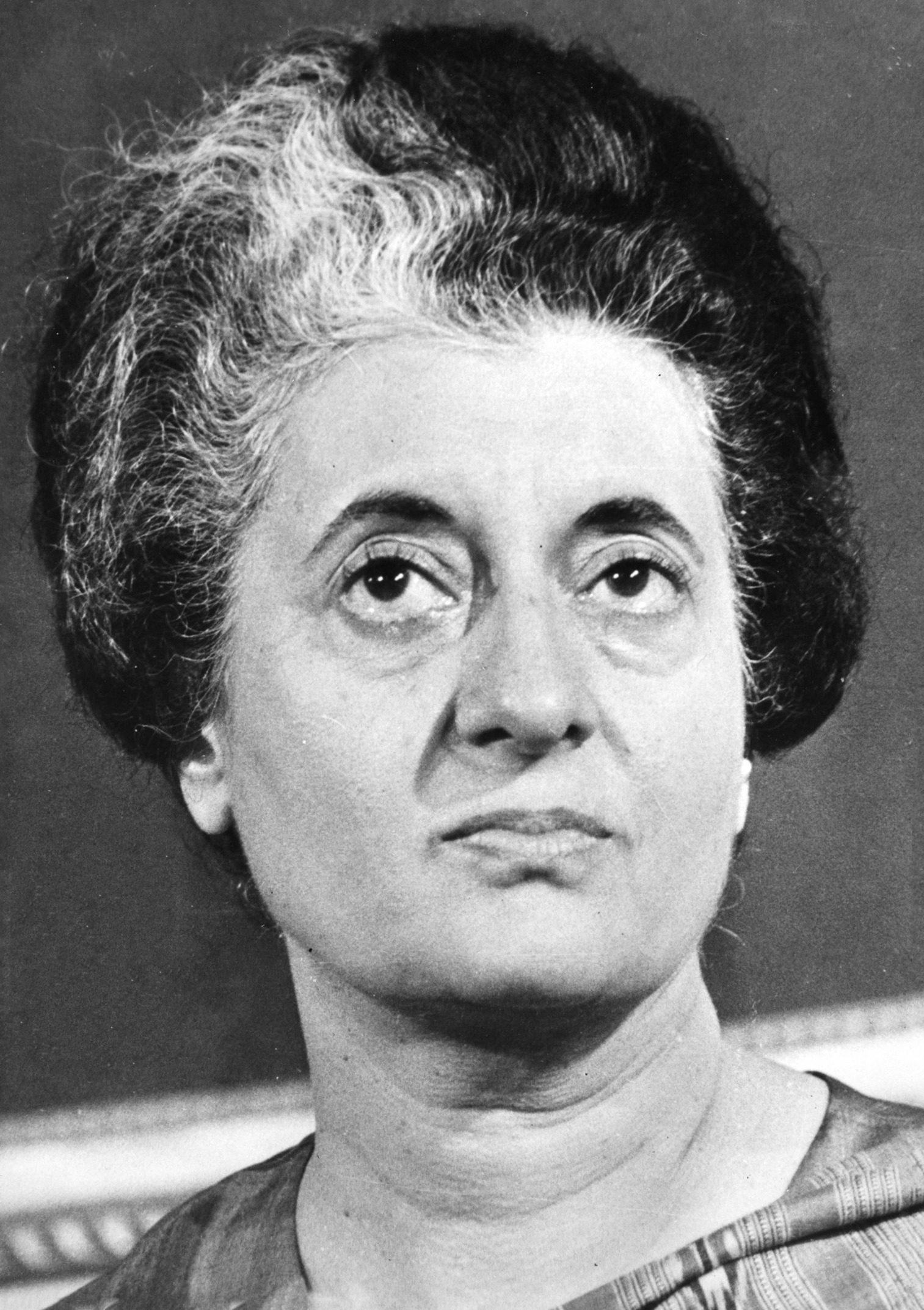
1975년 6월 25일 인디라 간디 총리의 제의에 따라 파크루딘 알리 아메드 대통령이 비상사태를 선언하였다.

비상사태(the Emergency)는 인도의 역사에서 인디라 간디 수상이 일방적으로 국가비상사태를 선포한 1975년 6월 25일부터 1977년 3월 21일까지의 21개월을 가리킨다. 이에 따라 선거가 연기되고 시민자유가 제한되었다. 비상사태 기간 동안 간디의 정치적 반대자들은 대부분 투옥되었고 언론은 검열되었다. 사실상의 친위 쿠데타로, 인도 현대사에서 가장 논쟁적인 주제이기도 하다.

## 상세
1967년부터 1971년까지 인도 국민회의 소속으로 집권한 인디라 간디 수상은 당권을 장악하고 의회의 다수를 차지한 이후 헌법 개정 문제 등을 둘러싸고 대법원과 대립하기 시작하였다. 1971년 인디라 간디가 주도하는 의회는 기본권을 침해하는 헌법 개정이 불가능하다는 대법원 판결을 무효화하기 위하여 수정헌법을 통과시키는 등 사법권 통제 강화를 시도했다. 이후 야당 측의 반정부 시위가 강화되고 정치적 불안이 심화되자 인디라 간디 정부는 1971년 정치적 반대자를 체포하기 위한 예방구금법을 통과시키기도 했다. 1971년 인도-파키스탄 전쟁이 인도의 승리로 끝나고 방글라데시가 독립하기에 이르자 국내에서 인디라 간디의 인기는 치솟았고 1971년 인도 총선에서 인도 국민회의의 인디라 간디 파벌이 단독으로 과반을 차지하였다.
그러나 전쟁의 여파와 가뭄, 석유파동 등으로 경제 상황은 열악했고 정부는 파업과 반정부 시위를 원인으로 지목하였다. 전국적인 반정부 시위와 혼란이 일어나는 가운데 인디라 간디는 소수의 충성파와 아들 산자이 간디의 조언을 고수하였다. 그러던 중 서벵골주의 총리인 싯다르타 샹카르 레이가 총리에게 국내 비상사태를 선언할 것을 제의하였고 "내부 소요로 인해 인도의 안보가 위협받는 임박한 위험이 있다"는 내용의 편지를 대통령에게 보냈다. 절차적 문제가 해결된 이후 1975년 6월 25일 파크루딘 알리 아메드 대통령이 인도 헌법 제352조를 근거로 하여 국가비상사태를 선포했다.
이에 따라 1976년으로 예정되어 있던 총선거는 연기되었고 정치적 반대 세력에 대한 대대적인 탄압이 시작되었다. 정부는 전국의 경찰력을 동원해 시위대와 파업 주도자들을 체포하기 시작했다. 국민 의용단을 비롯한 여러 정당과 정치조직은 금지되었으며, 인도 공산당 (마르크스주의), 드라비다 진보연합 등 반대 정당의 지도자들도 방위법 위반 등을 명목으로 체포되었고 고문, 폭행, 살해를 당하기도 했다.
이 기간 동안 인디라 간디 정부는 농업 및 산업 생산을 늘리고 공공 서비스 개선과 빈곤 및 문맹 퇴치를 위한 20개조 경제 프로그램을 고안하여 진행했다. 이후 산자이 간디에 의해 문맹 퇴치, 가족 계획, 나무 심기, 카스트 제도 근절, 지참금 폐지를 촉진하는 5개 조항이 추가되었다. 한편 인구 증가 제한을 위한 강제 불임 프로그램과 도시 "미화"를 위한 델리 빈민가 강제철거 등 인권 침해가 이루어졌다.
1977년 1월 간디는 선거를 앞두고 일부 야당 지도자들을 석방하였다. 3월 열린 1977년 인도 총선에서 비상사태 반대파의 자나타당 주도 연합이 승리를 거두었는데, 이는 비하르와 우타르프라데시 등 국민회의의 주요 지지 기반이 이탈한 영향이 컸다. 곧 자나타당의 모라르지 데사이가 최초로 국민회의가 아닌 야당 출신의 총리로 선출되었다.

## 같이 보기
- 인디라 간디
- 자나타당